# العلاقات التشيلية الكونغوية
العلاقات التشيلية الكونغولية هي العلاقات الثنائية التي تجمع بين تشيلي وجمهورية الكونغو.

## مقارنة بين البلدين
هذه مقارنة عامة ومرجعية للدولتين:
| وجه المقارنة                                              | تشيلي                         | [[تصنيف:صفحات تستخدم رمز علم غير موجود\|]] جمهورية الكونغو |
| --------------------------------------------------------- | ----------------------------- | ---------------------------------------------------------- |
| المساحة (كم2)                                             | 756.10 ألف                    | 342.00 ألف                                                 |
| عدد السكان (نسمة)                                         | 17.37 مليون                   | 5.26 مليون                                                 |
| الكثافة السكانية (ن./كم²)                                 | 22.97                         | 15.38                                                      |
| العاصمة                                                   | سانتياغو                      | برازافيل                                                   |
| اللغة الرسمية                                             | اللغة الإسبانية               | لغة فرنسية                                                 |
| العملة                                                    | بيزو تشيلي، وحدة حساب تشيلية ‏ | فرنك وسط أفريقي                                            |
| الناتج المحلي الإجمالي (بليون دولار)                      | 277.08 مليار                  | 8.72 مليار                                                 |
| الناتج المحلي الإجمالي (تعادل القوة الشرائية) بليون دولار | 419.39 مليار                  | 29.48 مليار                                                |
| الناتج المحلي الإجمالي الاسمي للفرد دولار أمريكي          | 13.42 ألف                     | 1.85 ألف                                                   |
| الناتج المحلي الإجمالي للفرد دولار أمريكي                 | 22.07 ألف                     |                                                            |
| مؤشر التنمية البشرية                                      | 0.832                         | 0.591                                                      |
| رمز المكالمات الدولي                                      | +56                           | +242                                                       |
| رمز الإنترنت                                              | .cl                           | .cg                                                        |
| المنطقة الزمنية                                           | 00، 00، 00، 00                | ت ع م+01:00                                                |

## منظمات دولية مشتركة
يشترك البلدان في عضوية مجموعة من المنظمات الدولية، منها:
| علم المنظمة | اسم المنظمة                               | تاريخ انضمام تشيلي | تاريخ انضمام جمهورية الكونغو |
| ----------- | ----------------------------------------- | ------------------ | ---------------------------- |
|             | البنك الدولي للإنشاء والتعمير             | 31 ديسمبر 1945     | 10 يوليو 1963                |
|             | يونسكو                                    | 7 يوليو 1953       | 24 أكتوبر 1960               |
|             | منظمة التجارة العالمية                    | ?                  | ?                            |
|             | وكالة ضمان الاستثمار متعدد الأطراف        | 12 أبريل 1988      | 16 أكتوبر 1991               |
|             | منظمة الشرطة الجنائية الدولية             | ?                  | ?                            |
|             | مؤسسة التمويل الدولية                     | 15 أبريل 1957      | 1 أكتوبر 1980                |
|             | الأمم المتحدة                             | 24 أكتوبر 1945     | 20 سبتمبر 1960               |
|             | مؤسسة التنمية الدولية                     | 30 ديسمبر 1960     | 8 نوفمبر 1963                |
|             | الفريق المعني برصد الأرض                  | ?                  | ?                            |
|             | منظمة حظر الأسلحة الكيميائية              | ?                  | ?                            |
|             | المركز الدولي لتسوية المنازعات الاستشارية | 24 أكتوبر 1991     | 14 أكتوبر 1966               |

## وصلات خارجية
- موقع وزارة الخارجية التشيلية